# Lisburn
Lisburn (del gaélico irlandés: Lios na gCearrbhach) [l̠ʲɪsˠ n̪ˠə ˈɟaːɾˠwəx]) es una ciudad en Irlanda del Norte. Es la tercera más grande ciudad del país. Está situada al suroeste de Belfast sobre el río Lagan, que constituye la frontera entre los condados de Antrim y Down. 
Antiguamente era un borough o municipalidad, se otorgó a Lisburn el estatus de ciudad en 2002 para el Golden Jubilee (aniversario 50 del Jubileo) de la reina Isabel II. Lisburn es una de las ciudades constituyentes del corredor Belfast-Dublín.

## Historia

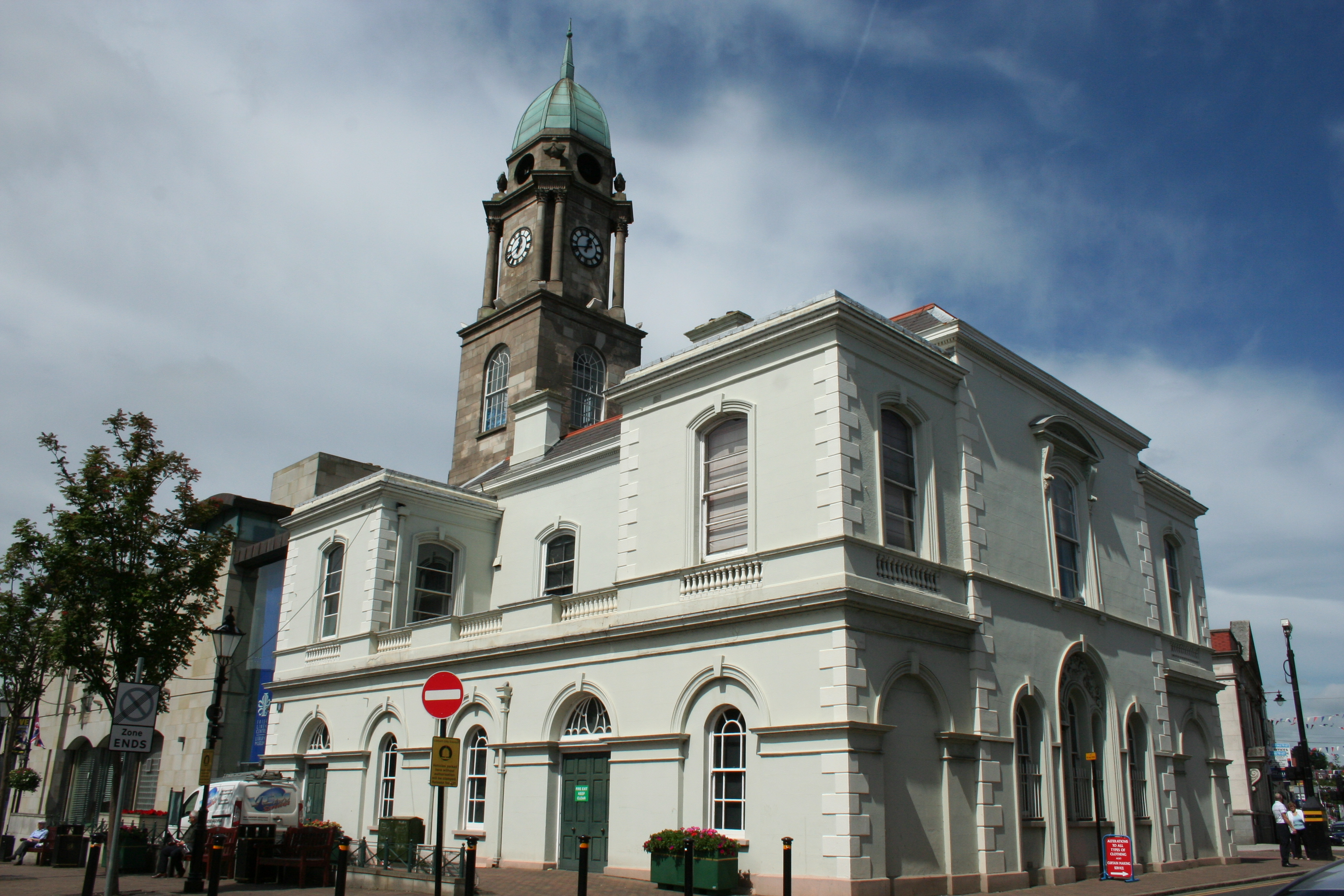
El museo del lino.

El sitio original de Lisburn estuvo situado al norte del parque Wallas (en inglés: 'Wallace Park'). 
Lisburn es conocido como el lugar de nacimiento de la industria del lino irlandés, establecida por Louis Crommelin y otros hugonotes en 1698.

## Educación
Lisburn tiene una gran variedad de instituciones educacionales:
| - Pond Park Primary School - Central Primary School - Tonagh Primary School - Largymore Primary School - St. Aloysius Primary School - Killowen Primary School - Ballymacash Primary School - Brownlee Primary School - Forthill Primary School - Harmony Hill Primary School - Scoil na fuiseoige - St. Joseph's Primary School | - St. Colman's Primary School - Old Warren Primary School - Knockmore Primary School - Pond Park Primary School - Friends' School - Lisnagarvey High School - Wallace High School - Fort Hill College - Laurelhill Community College - St. Patrick's High School - South Eastern Regional College: Lisburn Campus (formerly Lisburn Institute) |